# تاكاهاشي (أوكاياما)
مدينة تاكاهاشي (بالإنجليزية: Takahashi)‏ هي أحد المدن التابعة لمحافظة أوكاياما. تأسست رسميًا في 01/05/1954. ويقدر عدد سكانها بـ 37573 نسمة حسب تقدير مكتب الإحصاء الياباني لعام 2012. تبلغ مساحة تاكاهاشي 547.01 كم2. بكثافة سكانية تبلغ 68.7 نسمة/كم2.

## توأمة
لتاكاهاشي (أوكاياما) اتفاقيات توأمة مع كل من:
- تروي
- تشيكوسه
- نايه
- ياماغا
- شيمانتو